# Chudzyno
Chudzyno (prononciation : [xuˈd͡zɨnɔ]) est un village polonais de la gmina de Drobin dans le powiat de Płock de la voïvodie de Mazovie dans le centre-est de la Pologne.
Il se situe à environ 10 kilomètres au sud-ouest de Drobin (siège de la gmina), 20 kilomètres au nord-est de Płock (siège du powiat) et à 89 kilomètres au nord-ouest de Varsovie (capitale de la Pologne).

## Histoire
De 1975 à 1998, le village appartenait administrativement à la voïvodie de Płock.